# Interstella 5555: The Story of the Secret Star System
Pour plus de détails, voir Fiche technique et Distribution.
Interstella 5555: The Story of the Secret Star System (インターステラ5555, Intāsutera fō faibu), est un film d'animation franco-japonais musical de science-fiction, sans dialogue, réalisé par Kazuhisa Takenouchi et par le studio Toei Animation, et sorti en 2003. 
Il allie le graphisme de Leiji Matsumoto, dessinateur d’Albator et la musique intégrale de l’album Discovery du groupe Daft Punk. Il relate l'histoire d'un groupe de musiciens extraterrestres enlevés qui deviennent des stars sur Terre, puis tentent de retrouver leurs souvenirs et leur liberté.

## Synopsis
Durant l'un de leurs concerts sur leur planète natale (chanson « One More Time »), quatre musiciens extra-terrestres à la peau bleue (Octave, chanteur et joueur de synthétiseur ; Arpegius, guitariste ; Stella, bassiste et Baryl, batteur) sont enlevés par un commando d'élite venu d'outre-espace qui repart aussitôt dans un vaisseau spatial (chanson « Aerodynamic »). L'équipe de surveillance, débordée, a le temps d'envoyer in extremis un message d'alerte à un pilote, Shep, qui semble ami du groupe. Shep est endormi dans son vaisseau et rêve de Stella dont il est secrètement amoureux : réveillé en sursaut, il se lance à la poursuite des ravisseurs et suit leur vaisseau à travers un trou de ver jusque sur Terre, où il s'écrase (chanson « Digital Love »). Ramenés sur Terre dans le plus grand secret, les quatre musiciens sont transformés en humains à l'aide d'une machinerie complexe (chanson « Harder, Better, Faster, Stronger »). Sous la direction d'un mystérieux imprésario aux cheveux gris, ils deviennent des stars planétaires au sein du groupe The Crescendolls (chanson « Crescendolls »). Mais cette célébrité a un prix : ils sont contrôlés psychologiquement par leur imprésario, les privant ainsi de tout souvenir et de tout sentiment. Surmenés, ils sont épuisés et strictement contrôlés par les vigiles de leur imprésario. Pendant ce temps, Shep parvient jusqu'à la ville où résident les Crescendolls et découvre ce qui leur est arrivé (chanson « Nightvision »).
Au cours d'un concert, Shep fait irruption sur scène à l'aide d'un propulseur dorsal puis désactive le conditionnement technologique de trois d'entre eux avec son équipement électronique portatif. Mais Stella est retenue par leur imprésario tandis que Shep est blessé au ventre par un vigile qui s'avère être un androïde (chanson « Superheroes »). Shep a le temps de conduire les autres à l'abri. Peu après, les trois musiciens déjà libres parviennent à libérer Stella au cours de la cérémonie des disques d'or dont le comte est déclaré vainqueur (chanson « High Life »). Conduite dans le repaire secret du groupe, Stella découvre Shep mortellement blessé. Il a le temps de révéler aux quatre musiciens leur véritable identité et d'avouer ses sentiments à Stella (chanson « Something About Us »). Il meurt ensuite de sa blessure. Affligés, les Crescendolls emportent le corps loin dans la campagne et l'enterrent au pied d'un grand arbre. Ils se rendent alors à Darkwood, un manoir de montagne que Shep leur a indiqué (chanson « Voyager »).
Là, ils découvrent la raison de leur enlèvement : leur ravisseur n'est autre que le Comte de Darkwood, un sorcier qui, depuis des siècles, kidnappe des chanteurs et groupes extraterrestres et les transforme en humains. Son but est d'accumuler des disques d'or, qu'il récupère pour alimenter une sinistre machinerie. Au 5555e disque, il aura le pouvoir de réaliser son sinistre dessein : conquérir l'univers. De nouveau capturés par le Comte de Darkwood et ses acolytes, les Crescendolls découvrent l'existence de toute une secte vénérant Darkwood. Celui-ci s'empare de Stella et tente de l'intégrer à sa machine pour accomplir le rituel final de son plan. Mais le reste du groupe se rebelle, vient à bout des vigiles robotiques de Darkwood et sauve Stella. Le Comte tombe dans la faille volcanique qui s'ouvre sous le manoir en cherchant à retenir son ultime disque d'or (chanson « Veridis Quo »). Les Crescendolls s'échappent à temps et se mettent en devoir de s'infiltrer dans leur maison de production de nuit afin d'y récupérer les disques-mémoires sur lesquels leurs souvenirs volés sont enregistrés. Au cours d'un incident avec un vigile, Octave reçoit une décharge de tazer et fait un malaise qui lui fait reprendre sa véritable apparence (chanson « Short Circuit »). L'information remonte au producteur qui, bouleversé, lance une enquête. La vérité au sujet de l'identité des Crescendolls et des manipulations du comte de Darkwood finit par éclater au grand jour. Plus honnête que Darkwood, leur producteur fait soigner les quatre musiciens, qui retrouvent leur apparence et leurs souvenirs. Il s'adresse ensuite à l'organisation internationale des nations qui monte une expédition spatiale afin de permettre aux musiciens de rentrer chez eux (chanson « Face to Face »). Durant leur voyage, ils sont attaqués par l'esprit de Darkwood qui les a suivi. Mais celui de Shep intervient et parvient à les libérer. De retour sur sa planète natale, le groupe donne un concert qui est retransmis sur Terre avec un succès toujours aussi phénoménal. Les quatre amis font dresser une statue à Shep, qui a donné sa vie pour sauver les leurs (chanson « Too Long »). Le générique de fin du film défile sur un remix d'« Aerodynamic ».

## Fiche technique
- Titre original : Interstella 5555: The 5tory of the 5ecret 5tar 5ystem
- Titre japonais : インターステラ5555 Intāsutera fō faibu
- Titre français : Interstella 5555
- Réalisation : Kazuhisa Takenouchi
- Scénario : Thomas Bangalter, Guy-Manuel de Homem-Christo et Cédric Hervet
- Musique : Daft Punk (avec la participation de Romanthony, DJ Sneak, Todd Edwards)
- Superviseur et dirigeant : Leiji Matsumoto
- Directeur artistique : Hiroshi Katou
- Photographie : Fumio Hirokawa et Haruhiko Ishikawa
- Montage : Olivier Gajan et Shigeru Nishiyama
- Production : Thomas Bangalter et Guy-Manuel de Homem-Christo

Producteur délégué : Emmanuel de Buretel
Coproducteur : Cédric Hervet
- Sociétés de production : Daft Life Ltd. Co. et Tōei animation
- Sociétés de distribution :
  -  France : BAC Films (cinéma)
  -  Japon : Comstock (cinéma)
  -  : Virgin Music (DVD)
- Genre : animation
- Format : couleur et noir et blanc - 1.33:1 - Son : Dolby SR / DTS
- Durée : 68 minutes
- Dates de sortie[1] :
  -  France : 18 mai 2003 (Festival de Cannes 2003 : séance spéciale à la Quinzaine des réalisateurs[2])
  -  France : 28 mai 2003
  -  Japon : 26 juillet 2003
  -  Belgique : 24 septembre 2003

## Production
L'idée du film est conçue par le groupe musical français Daft Punk pendant les sessions d'enregistrement de son deuxième album, Discovery. Avec l'aide de Cédric Hervet, le groupe conçoit un scénario de film croisant le monde de l'industrie du disque et des éléments de science-fiction. Ils entrent alors en contact avec Leiji Matsumoto, dont ils apprécient le travail depuis longtemps ; ce dernier accepte de superviser la conception graphique du film. La réalisation est confiée à Kazuhisa Takenouchi. Emmanuel de Buretel en est le producteur délégué. L'animation est produite par le studio Toei Animation. Shinji Shimizu dirige la production de l'animation. La production commence en octobre 2000 et se termine en avril 2003. Le film coûte environ 4 millions de dollars.

### Univers visuel
Le film utilise la technique du dessin animé en deux dimensions typique des films et séries d'animation japonaises de l'époque. Leiji Matsumoto, dessinateur du manga Albator , est le superviseur des effets visuels du film, d'où une certaine parenté entre le character design des personnages du film et de son manga.

### Bande-son
Le film ne contient délibérément aucun dialogue et comprend très peu de bruitages. Toute la place est laissée à la musique de l'album Discovery de Daft Punk.

## Accueil critique
La BBC livre une critique élogieuse du film avec quatre étoiles sur cinq, évoquant « une splendeur visuelle et auditive de proportions intergalactiques ». Il apprécie la reprise des codes visuels des dessins animés des années 1970 et à l'esthétique de pochettes d'albums comme Out of the Blue d'Electric Light Orchestra, la nostalgie qui s'en dégage, ainsi que l'atmosphère psychédélique de l'univers visuel et de l'intrigue. La synchronisation entre animation et musique lui paraît également réussie. Il estime que le résultat est à ne pas manquer, ni pour les amateurs d'animation japonaise, ni pour ceux de Daft Punk. Peu convaincue, la revue Empire donne quant à elle deux étoiles sur cinq au film ; tout en reconnaissant l'humour des références au monde de la pop et en indiquant que le film conviendra aux fans de la musique de Daft Punk, le critique estime que les graphismes et l'intrigue rappellent un dessin animé pour enfants de seconde catégorie des années 1970, façon La Bataille des planètes et l'absence de correspondance entre la musique et les rebondissements montrés à l'écran,.
En France, Les Inrockuptibles apprécie « un rêve d'enfant bourré d'idées et d'émotions ». Le Monde évoque « un film-clip, nostalgique et joyeux, parfois un peu longuet ».
Dans un livre sur l'animation japonaise paru une quinzaine d'années après la sortie du film, Matthieu Pinon et Philippe Bunel évoquent le projet comme « la globalisation de l'animation japonaise dans toute sa splendeur » et le rapprochent du clip On Your Mark réalisé par Hayao Miyazaki et produit par le studio Ghibli sur une chanson du duo rock japonais Chage and Aska en 1995.

## Autour du film
La version DVD du film contient de nombreux bonus dont une version Karaoke du film. Afin de promouvoir la sortie du film, un jeu de cartes à collectionner devait être mis en vente dans le commerce. Le projet sera finalement abandonné même si certaines de ces cartes referont surfaces sur les plateformes de ventes aux enchères à plusieurs centaines d'euros.
Le 22 février 2024, trois ans jour pour jour après la séparation du groupe Daft Punk, le film est rediffusé en direct depuis la chaîne Twitch du groupe,,. Le long métrage est par la suite projeté en version 4K remasterisée (soupçonnée par plusieurs médias d'être réalisée à l'aide d'intelligence artificielle) à l'UGC Normandie à Paris le 3 juin avant leur fermeture et au festival Tribeca à New York le 14 juin,. Une nouvelle nuit au cinéma est organisée le 12 décembre 2024 un peu partout en France, accompagnée d'une nouvelle sortie de plusieurs éditions de la musique en vinyle et CD.

## Clins d'œil
- Au début du film est montré un extrait en noir et blanc, volontairement de mauvaise qualité. Leiji Matsumoto parle des passages inter-dimensionnels. On remarquera que, en fait, le duo Daft Punk entoure Leiji Matsumoto dans cet extrait faussement vieilli.
- Le salut main sur le cœur de Space Battleship Yamato est utilisé à plusieurs endroits.
- Dans le clip de Digital Love se trouve le passage de la partie soucoupe à la partie cockpit de Goldorak.
- Toujours dans Digital Love, l'entrée de Shep dans son vaisseau par le sas à la lumière rouge est une référence au film 2001, l'Odyssée de l'espace. Son passage psyché dans l'hyper espace peut aussi faire penser à ce film.
- Dans le clip de Harder, Better, Faster, Stronger, lorsque la machinerie recherche une tenue vestimentaire pour Baryl, on peut apercevoir l'image de celle de Alfred/Tochirō, personnage d'Albator 84.
- À la fin du clip de Superheroes, lorsque les hommes de main robots sortent de la carcasse de leur voiture en feu, leur démarche ressemble à celle du clip de Thriller, puis, un œil rouge s'allume derrière leurs lunettes de soleil, ce qui fait inévitablement penser à Terminator.
- Les Daft Punk font un caméo remarqué aux Music Awards dans le clip de High Life[18] et en figurines dans le clip Too Long
- Toujours dans les Music Awards, le groupe « Trilogy » est probablement une référence à l'album Trilogy de Emerson, Lake and Palmer (l'apparition du groupe évoque la couverture de l'album).
- Toujours dans High life, aux Music Awards, Baryl vient chercher Stella : il porte le manteau d'Albator et le chapeau de Tochiro.
- L'arrivée des héros devant le château de Earl de Darkwood au début du clip de Veridis Quo peut faire penser à la suite de jeu Castlevania.
- Un match de football entre le Japon et la France peut être aperçu dans le clip de Short Circuit, il symbolise la coopération franco-japonaise du film[18].
- Dans le clip de Face to Face, le vaisseau de Shep s'élance le long d'une longue piste, en hommage à Galaxy Express 999.
- Le logo du groupe Crescendolls a la même police que celui de Coca-Cola.
- Les pistolets lasers utilisé par Darkwood sont un clin d’œil à H2G2, où Marvin tient en joue les auto-stoppeurs avec cette même arme.
- Le vaisseau spatial de Darkwood ressemble fortement à celui de Axle Munshine.